# Římskokatolická farnost Krásná Hora nad Vltavou
Římskokatolická farnost Krásná Hora nad Vltavou je jedno z územních společenství římských katolíků v příbramském vikariátu s farním kostelem sv. Mikuláše.

## Dějiny farnosti
Od r. 1352 plebánie, po reformaci filiálka f. Počepice, r. 1769 lokálie, r. 1787 obnovena farnost. Matriky vedeny od r. 1785, předtím ve f. Počepice. Starší názvy: Krásná Hora; Krásnáhora; Schönberg.

## Kostely farnosti
| Kostel                      | Místo                   | Bohoslužba                                                                         |
| --------------------------- | ----------------------- | ---------------------------------------------------------------------------------- |
| sv. Jana Křtitele na poušti | Dolní Hbity             | ne 12.45                                                                           |
| sv. Anny                    | Hřiměždice              | so 14.30                                                                           |
| Narození Panny Marie        | Kamýk nad Vltavou       | ne 08.00                                                                           |
| sv. Mikuláše                | Krásná Hora nad Vltavou | st pá 08.30 ne 09.30 út čt so 17.00 v zimním období út čt so 18.00 v letním období |
| sv. Jana Nepomuckého        | Svatý Jan               | ne 11.15; pá 16.00 mimo zimní období                                               |

## Osoby ve farnosti
- ThMgr. Zbigniew Grzyb, administrátor